# Bahalana cardiopus
Bahalana cardiopus là một loài chân đều trong họ Cirolanidae. Loài này được Notenboom miêu tả khoa học năm 1981.